# Joscelin Lowden
Joscelin Lowden (Brighton, 3 de octubre de 1987) es una deportista británica que compite en ciclismo en la modalidad de ruta. Ganó una medalla de bronce en el Campeonato Mundial de Ciclismo en Ruta de 2019, en la contrarreloj por relevos mixtos.

## Medallero internacional
| Campeonato Mundial | Campeonato Mundial      | Campeonato Mundial | Campeonato Mundial              |
| Año                | Lugar                   | Medalla            | Competición                     |
| ------------------ | ----------------------- | ------------------ | ------------------------------- |
| 2019               | Yorkshire (Reino Unido) | Medalla de bronce  | Contrarreloj por relevos mixtos |

## Palmarés
2021
- Tour de Feminin, más 1 etapa
- Récord de la hora
- 2.ª en el Campeonato del Reino Unido Contrarreloj
- 3.ª en el Campeonato del Reino Unido en Ruta

2022
- Campeonato del Reino Unido Contrarreloj